# Bataille de la Msebe
Guerre civile zouloue de 1883-1884
Batailles
Guerre civile zouloue de 1883-1884
- Msebe
- oNdini
- Tshaneni

Rébellion des uSuthu de 1887-1888
- Ceza
- Ivuna
- Hlophekhulu

La bataille de la Msebe est livrée le 30 mars 1883 au KwaZulu-Natal en Afrique du Sud, sur les rives de la rivière Msebe, pendant la guerre civile zouloue de 1883-1884. Ce conflit oppose les uSuthu, les partisans du roi Cetshwayo kaMpande exilé de son royaume à l'issue de la guerre anglo-zouloue de 1879 et restauré sur son trône par les Britanniques en janvier 1883, aux Mandlakazi, un clan dissident, dont le chef Zibhebhu kaMaphitha, cousin de Cetshwayo, aspire à l'indépendance.

## La bataille
En mars 1883, Zibhebhu ordonne l'expulsion de tous les royalistes de son territoire. En représailles, les uSuthu concentrent à la fin du mois des troupes destinées à envahir le pays des Mandlakazi et en finir avec leur chef. L'armée d'invasion dont l'effectif est de 5 000 hommes environ est placée sous les ordres du chef emGazini Mabokho kaMasiphula et elle pénètre en territoire hostile le 29 mars. Le 30 au petit matin, alors qu'elles sont en train de bivouaquer, les forces uSuthu sont attaquées par six cavaliers mandlakazi qui ouvrent le feu et qui s'enfuient dès que les royalistes se dirigent vers eux. Les cavaliers conduisent les uSuthu dans la vallée de la Msebe où Zibhebhu, qui ne dispose que de 1500 combattants appuyés par 5 ou 6 mercenaires boers commandés par Johan Colenbrander, a préparé une embuscade. Celle-ci fonctionne au-delà des espérances de Zibhebhu. Les uSuthus subissent le feu de leurs adversaires sans pouvoir y répondre et perdent rapidement leur cohésion. Le mouvement de retraite qui se dessine tourne à la panique. Pendant plusieurs heures, les uSuthu sont poursuivis et massacrés impitoyablement par les Mandlakazi qui remportent une victoire sans appel. De nombreux chefs uSuthu sont tués tels Mabokho kaMasiphula, ou capturés. La disproportion des pertes subies (un millier du côté des uSuthu, une dizaine chez les Mandlakazi) témoigne de l'incapacité des royalistes à organiser une défense un tant soit peu efficace contre leurs vainqueurs.

## Les conséquences
Exploitant pleinement sa victoire, Zibhebhu, soutenu par des clans alliés prend à son tour l'offensive. Pendant plusieurs mois, les combats vont désoler le Zoulouland, sans toutefois qu'aucun des adversaires ne l'emporte nettement, jusqu'à ce que Zibhebhu inflige le 21 juillet 1883 une nouvelle déroute aux uSuthu lors de la bataille d'oNdini

## Sources
- (en) John Laband, The atlas of the later Zulu wars : 1883-1888, Pietermaritzburg Johannesburg, University of Natal Press Distributed by Thorold's Africana Books, 2001, 140 p. (ISBN 978-0-869-80998-3)
- (en) Ian Knight, Great Zulu battles, 1838-1906, Edison, N.J, Castle Books, 2003 (1re éd. 1998), 224 p. (ISBN 978-0-785-81569-3)